# Cyrtopodion brachykolon
Cyrtopodion brachykolon  (лат.) — вид ящериц рода тонкопалые гекконы из семейства гекконовые. Пакистан (северо-восток). Длина тела от 5 до 6 см (с примерно такой же длины хвостом). Отличаются короткими пальцами, крупной головой. Близок к видам C. stoliczkai и C. baturensis. Встречаются в хвойных лесах (Pinus roxburghii) и кустарниковых зарослях на высотах от 1200 до 1981 м. Название вида C. brachykolon происходит от греческих слов: brachys- (короткий) и kolon (палец). Вид был описан в 2007 году американскими герпетологами Кеннетом Крыско (Kenneth L. Krysko) и Куртом Ауффенбергом (Kurt Auffenberg; Florida Museum of Natural History, University of Florida, Гейнсвилл, США), и пакистанским зоологом Хафизуром Рехманом (Hafizur Rehman; Карачи, Пакистан).